# شوما میهارا
شوما میهارا (ژاپنی: 三原 秀真؛ زادهٔ ۱۶ ژوئیهٔ ۲۰۰۱) یک بازیکن فوتبال اهل ژاپن است.
از باشگاه‌هایی که در آن بازی کرده‌است می‌توان به باشگاه فوتبال اهیمه اشاره کرد.